# Altea (Spagna)
Altea è un comune spagnolo situato nella comunità autonoma Valenciana.

## Amministrazione

### Gemellaggi
- Bellagio,  Italia
- Aurillac,  Francia

## Galleria d'immagini

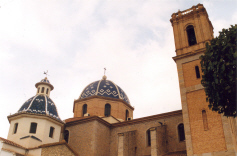
Iglesia de la Consolación
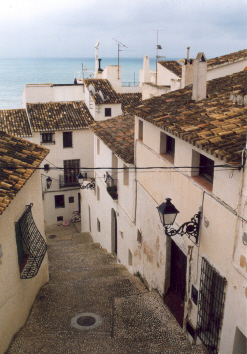
Calle del pueblo antiguo
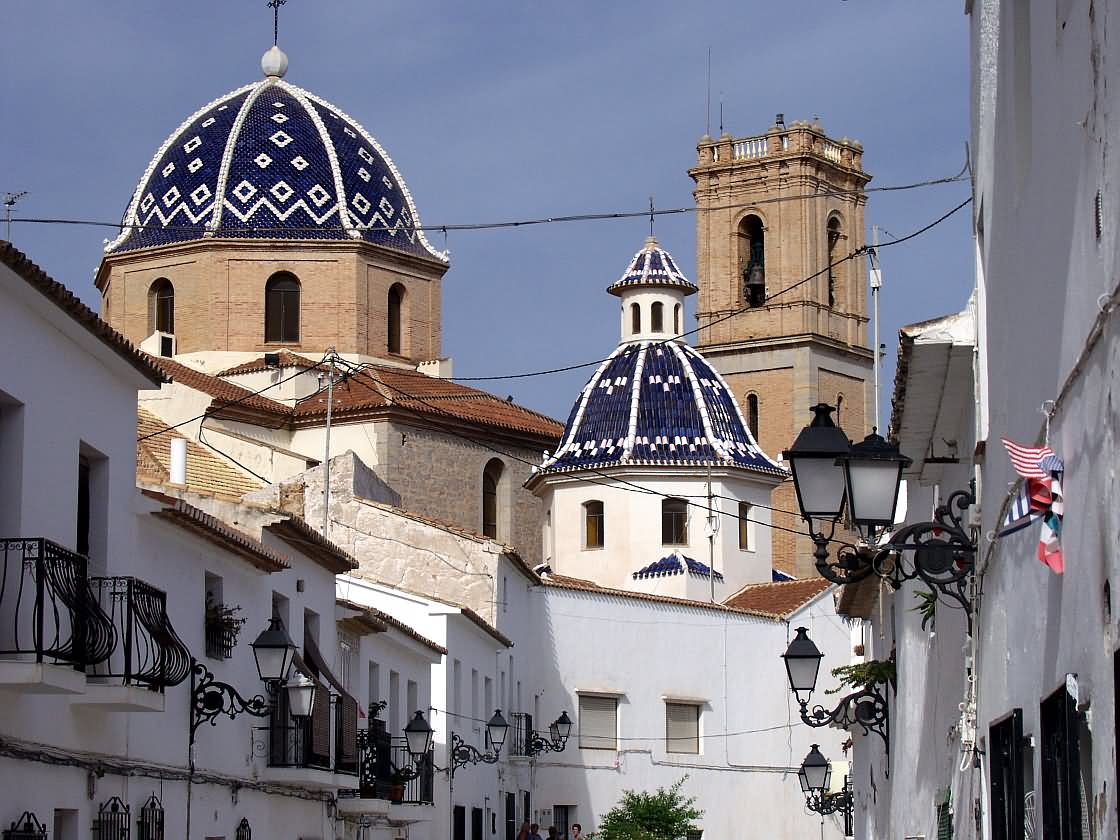
Iglesia de Nuestra Señora del Consuelo
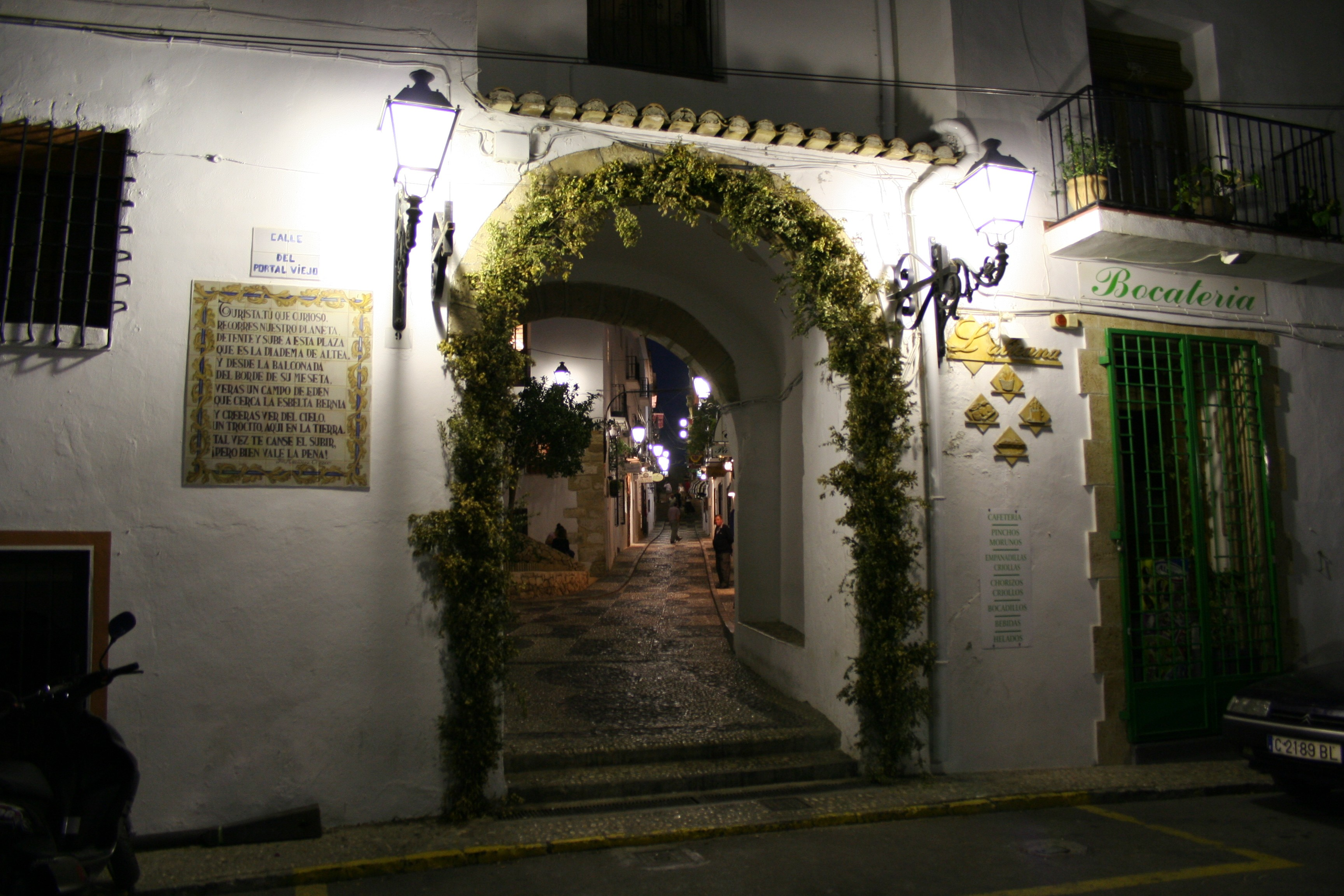
Una calle di notte
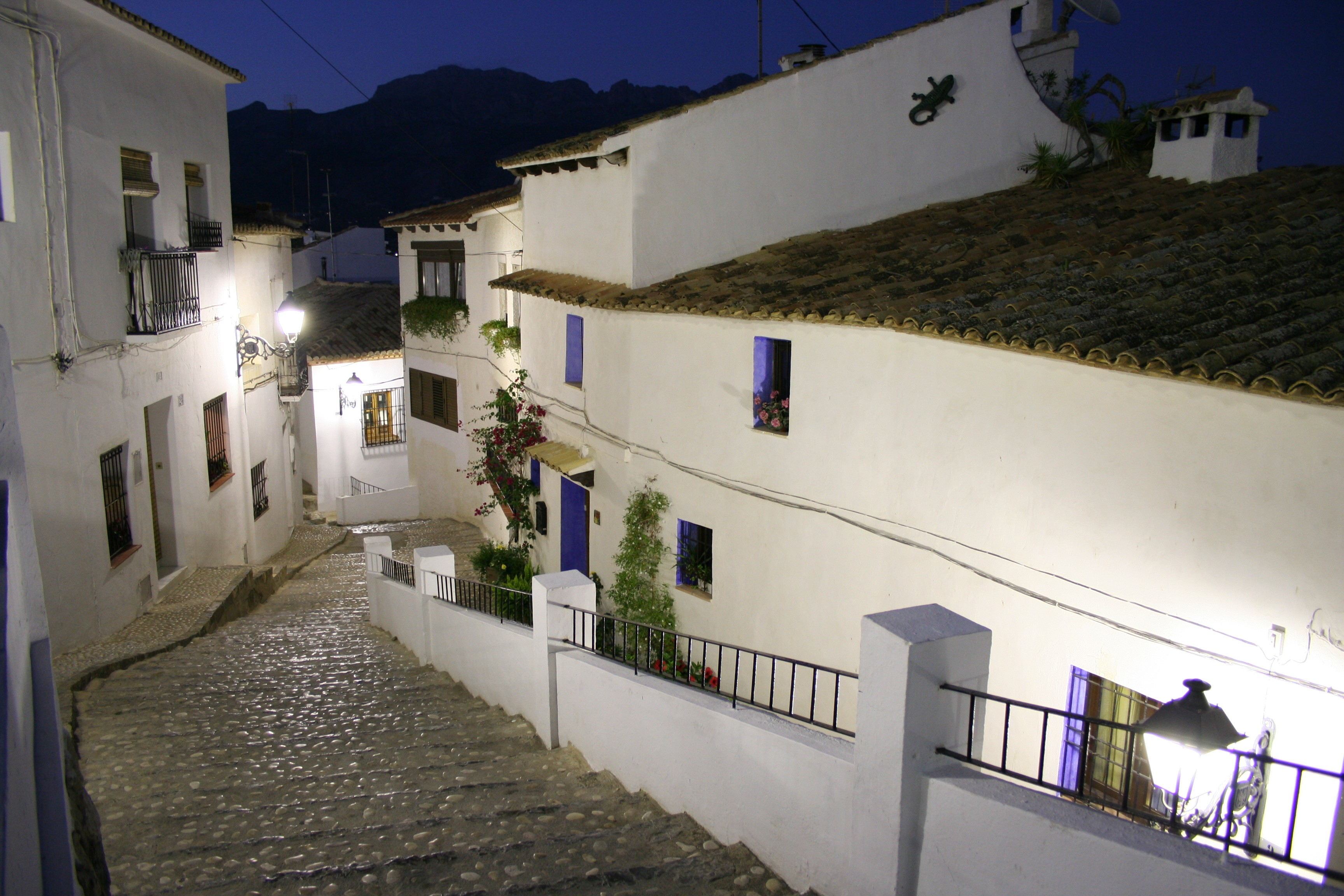
Calle di notte
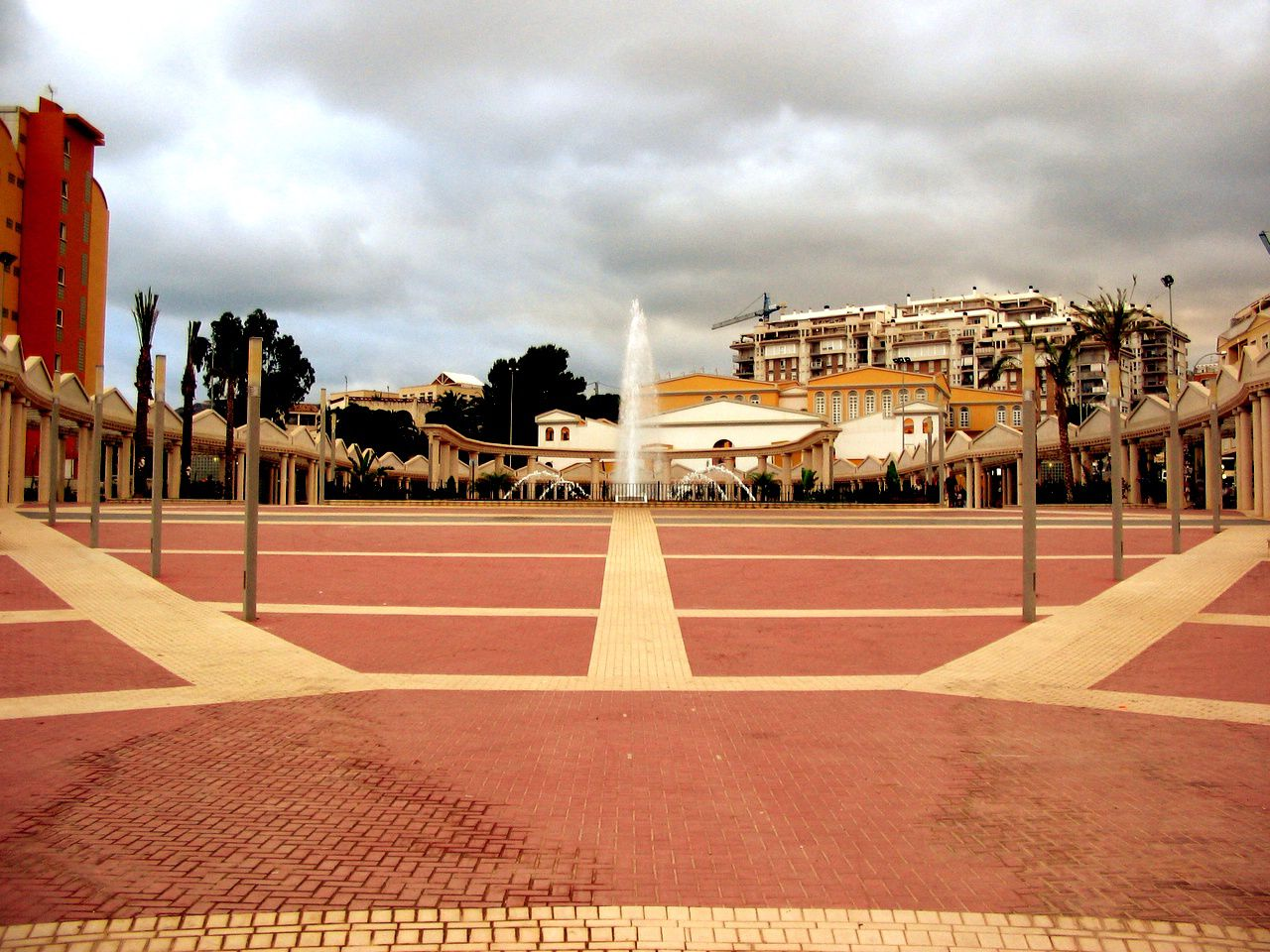
Piazza
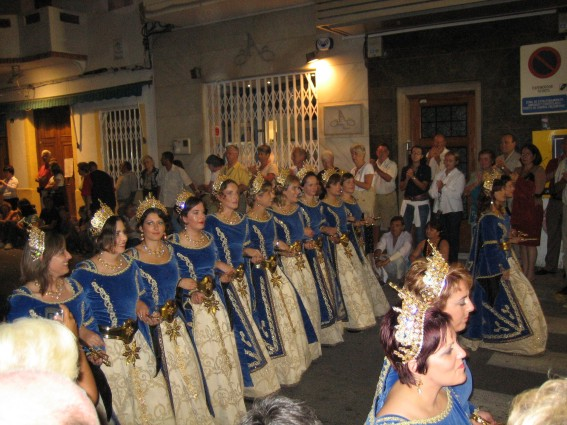
Festa dei cristiani de dei mori
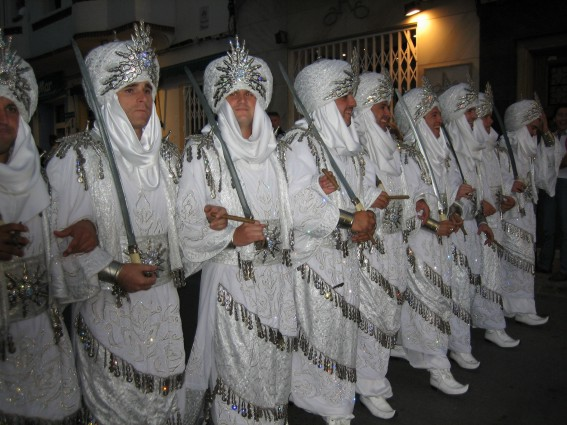
Festa dei cristiani de dei mori